# Freie Liste

Ehemaliges Logo der Freien Liste

Die Freie Liste (FL) ist eine Partei im Fürstentum Liechtenstein. Sie wurde 1985 gegründet und charakterisiert sich als „sozial, demokratisch und ökologisch“.

## Positionen
Laut Parteiprogramm sind die zentralen Themen der Freien Liste Gleichstellung von Mann und Frau, soziale Gerechtigkeit und Solidarität, Umweltschutz, Verkehrspolitik und Integration von Ausländern. Sie setzt sich für die Einführung einer repräsentativen Monarchie im Fürstentum ein. Sie steht außerdem der liechtensteinischen Staatskirche, dem Erzbistum Vaduz und Erzbischof Wolfgang Haas, wegen dessen konservativer Haltung, kritisch gegenüber.

## Geschichte
Die Freie Liste trat erstmals zur Landtagswahl 1986 an. Damals und auch bei der Wahl 1989 konnten sie die Sperrklausel nicht überwinden.
1993 überwand sie bei der Landtagswahl mit über 10 % erstmals die Acht-Prozent-Sperrklausel und konnte sich auch bei der vorgezogenen Wahl im selben Jahr mit 8,5 % konsolidieren, wobei dies seitdem das schlechteste Ergebnis blieb. 1997 auf über 11 % gesteigert und 2001 wieder etwas abgefallen, erreichte die Liste bei der Wahl 2005 den Rekordwert von 13,0 % der Stimmen und errang damit drei von insgesamt 25 Mandaten. Bei der Landtagswahl 2009 sank sie auf 8,9 Prozent und konnte nur mehr einen Sitz erringen. Bei der Wahl 2013 stieg ihr Anteil wieder auf über 11 Prozent, was der Partei wiederum drei Mandate einbrachte. Bei den Landtagswahlen am 5. Februar 2017 gewann die Freie Liste 1,5 % hinzu, dies brachte aber keine Änderung bei der Anzahl der Sitze.
An der Landtagswahl 2021 kam die Freie Liste auf 12,9 % und erreichte damit ein Plus von 0,3 %, die Anzahl der Sitze der Freien Liste blieb jedoch weiterhin gleich.

## Kommunalpolitik
Seit den Gemeindewahlen 2019 ist die FL in sieben von elf Gemeinderäten vertreten. Sie stellt keinen Gemeindevorsteher.

## Jugendorganisation

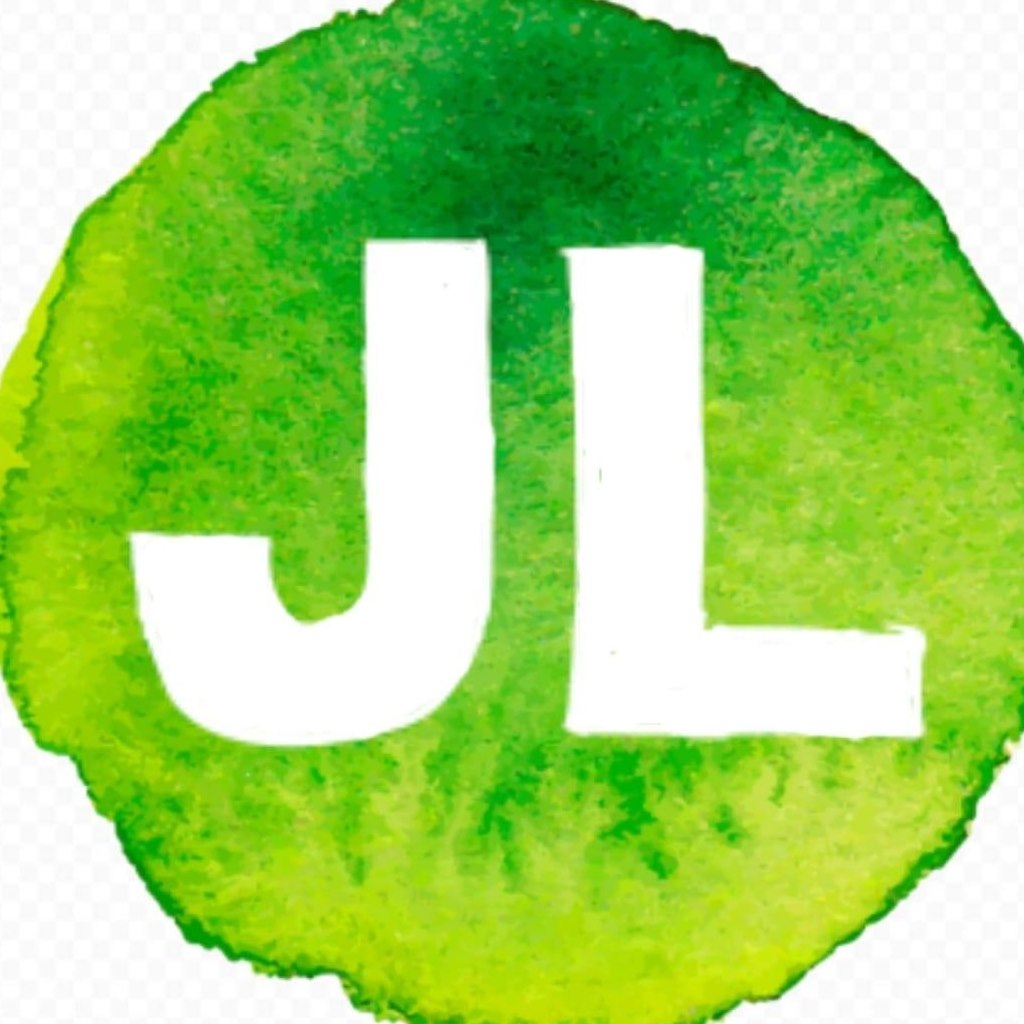
Logo der Jungen Liste

2019 wurde die Junge Liste (JL) als eine der Freien Liste verbundene Jungpartei gegründet. Im September 2020 stellte die Jugendorganisation auf der Generalversammlung der Freien Liste erstmals ihre Ziele vor.
Im Oktober 2020 startete die Junge Liste eine Unterschriftensammlung für eine Petition mit dem Ziel, das Wahlalter in Liechtenstein auf 16 zu senken. Die Junge Liste richtete im Mai 2021 eine entsprechende Petition an den Landtag, der diese an die Regierung überwies.
Im September 2021 konstituierte sich die Junge Liste als eigener Verein.
An der Generalversammlung im August 2022 beschlossen die Mitglieder Daniel Lochner (Triesen) und Samuel Schurte (Balzers) in den Gemeindewahlen 2023 als Vorsteherkandidaten aufzustellen.
Nach eigenen Angaben hat die Junge Liste 60 Mitglieder (Stand September 2024).

## Wahlergebnisse
| Jahr        | Stimmen | Anteil | Mandate | Platz |
| ----------- | ------- | ------ | ------- | ----- |
| 1986        | 6'582   | 7,1 %  | 0/25    | 3.    |
| 1989        | 12'090  | 7,6 %  | 0/25    | 3.    |
| 1993 (Feb.) | 16'724  | 10,4 % | 2/25    | 3.    |
| 1993 (Okt.) | 13'447  | 8,5 %  | 1/25    | 3.    |
| 1997        | 19'455  | 11,4 % | 2/25    | 3.    |
| 2001        | 16'184  | 8,8 %  | 1/25    | 3.    |
| 2005        | 25'273  | 13,0 % | 3/25    | 3.    |
| 2009        | 17'835  | 8,9 %  | 1/25    | 3.    |
| 2013        | 21'603  | 11,1 % | 3/25    | 4.    |
| 2017        | 24'595  | 12,6 % | 3/25    | 4.    |
| 2021        | 25'956  | 12,9 % | 3/25    | 3.    |
| 2025        | 22'549  | 10,9 % | 2/25    | 4.    |